# Trichonectes
Trichonectes is een geslacht van kevers uit de familie  waterroofkevers (Dytiscidae).
Het geslacht is voor het eerst wetenschappelijk beschreven in 1941 door Guignot.

## Soorten
Het geslacht omvat de volgende soort:
- Trichonectes otini (Guignot, 1941)